# François Quesnay
François Quesnay (4. června 1694, Méré – 16. prosince 1774, Versailles) byl francouzský ekonom a lékař, hlavní představitel první ekonomické školy fyziokratů a autor Ekonomické tabulky (1758, Tableau Economique), prvního modelu ekonomického koloběhu.

## Život
Narodil se v Méré (dnešní departement Eure) jako syn obchodníka a zemědělce (nikoli advokáta, jak se někdy uvádí). Do svých jedenácti let neuměl číst a ve třinácti osiřel. V sedmnácti odešel do Paříže studovat medicínu a v roce 1744 získal doktorát. Svou lékařskou praxi začal v Mantes, ale v roce 1749 se ve Versailles stává osobním lékařem Madame de Pompadour, milenky francouzského krále Ludvíka XV. Vyléčil následníka trůnu z neštovic a byl povýšen do šlechtického stavu.
V letech 1756–1757 napsal tři články do Diderotovy a d'Alembertovy Encyklopedie (hesla Évidence, Fermiers, Grains).
Oženil se v roce 1718, měl dvě děti – syna a dceru.

## Ekonomická tabulka

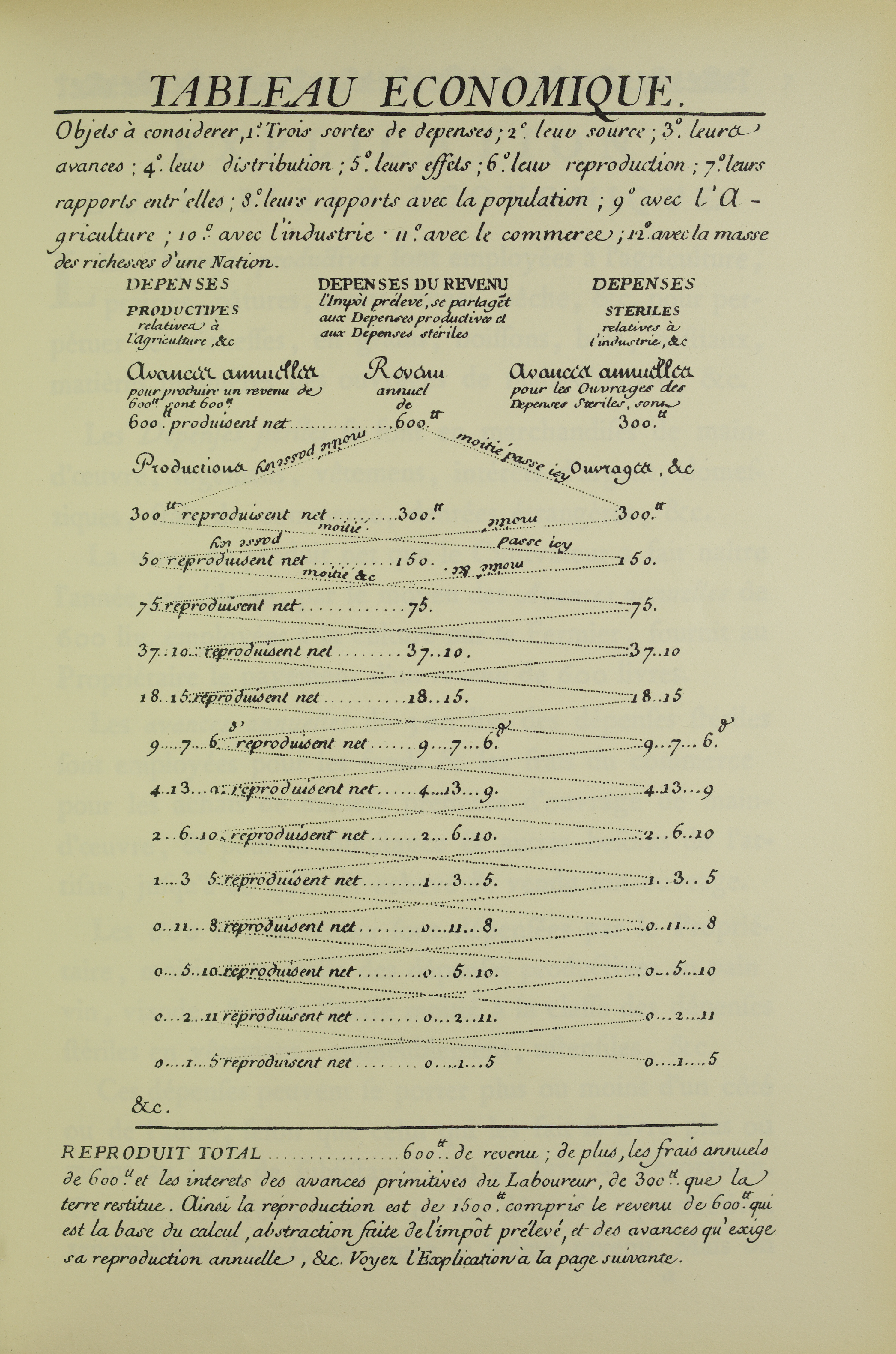
Tableau economique, 1965

Ekonomická tabulka (1758) se stala základním dílem pro fyziokratickou ekonomickou teorii. Lékař Quesnay se při její tvorbě nechal inspirovat krevním koloběhem.
Podle fyziokratů čistý produkt (produit net; produkt, kde hodnota výstupu je vyšší než vstupu) vzniká jedině v zemědělství. V jiných oborech se produkt pouze mění nebo přemisťuje. Quesnay tedy rozděluje společnost na tři třídy:
- produktivní třída – zemědělci; jen tato třída poskytuje čistý produkt
- třída vlastníku – vlastníci půdy
- sterilní třída – obchodníci a řemeslníci

V Ekonomické tabulce popsal, jak mezi těmito třídami během roku proudí zboží a peníze. Tabulka se stala inspirací pro Marxův model reprodukce nebo Leontiefův model input-output.